# Djupen, Östergötland
Djupen är en sjö i Finspångs kommun i Östergötland och ingår i Motala ströms huvudavrinningsområde. Sjön är 5 meter djup, har en yta på 0,187 kvadratkilometer och är belägen 53,9 meter över havet.

## Delavrinningsområde
Djupen ingår i det delavrinningsområde (650741-148205) som SMHI kallar för Mynnar i Stora Tron. Medelhöjden är 63 meter över havet och ytan är 12,16 kvadratkilometer. Det finns inga avrinningsområden uppströms utan avrinningsområdet är högsta punkten. Vattendraget som avvattnar avrinningsområdet har biflödesordning 3, vilket innebär att vattnet flödar genom totalt 3 vattendrag innan det når havet efter 63 kilometer. Avrinningsområdet består mestadels av skog (84 procent). Avrinningsområdet har 4,2 kvadratkilometer vattenytor vilket ger det en sjöprocent på 4,1 procent.